# Siège de Harim
 (avril 2023).
Le siège de Harim en 1175 faisait partie de la guerre entre les forces ayyoubides, dirigées par Saladin, et les forces zengides, dirigées par l'émir Gumushtakin, qui gouvernait la ville de Harim dans le nord-ouest de la Syrie à l'époque.

## Déroulement
Saladin avait lancé une campagne militaire pour étendre son influence sur le nord de la Syrie et avait déjà pris plusieurs villes importantes, notamment Alep et Hama. Harim était un bastion zengide clé et constituait une menace pour les forces ayyoubides qui cherchaient à établir leur contrôle sur la région. Saladin a mené le siège de Harim pendant plusieurs mois, mais la ville était bien fortifiée et défendue par une armée zengide expérimentée. Finalement, les forces de Saladin ont réussi à briser les défenses de la ville et ont capturé Harim. Les défenseurs zengides ont été autorisés à quitter la ville en sécurité, mais les habitants de la ville ont été soumis à des pillages et des exactions par les forces de Saladin. Le siège de Harim a été une victoire importante pour Saladin dans sa campagne pour unifier la Syrie sous le contrôle ayyoubide. Cependant, la guerre entre les Ayyoubides et les Zengides se poursuivrait pendant plusieurs années avant que les Ayyoubides ne finissent par établir leur domination sur la région.
Le siège dirigé par Salah al-Din (plus connu sous le nom de Saladin), et les forces zengides, dirigées par l'émir Gumushtakin, gouvernaient la ville de Harim dans le nord-ouest de la Syrie à l'époque. Saladin avait lancé une campagne militaire pour étendre son influence sur le nord de la Syrie et avait déjà pris plusieurs villes importantes, notamment Alep et Hama. Harim était un bastion zengide clé et constituait une menace pour les forces ayyoubides qui cherchaient à établir leur contrôle sur la région. Saladin a mené le siège de Harim pendant plusieurs mois, mais la ville était bien fortifiée et défendue par une armée zengide expérimentée. Finalement, les forces de Saladin ont réussi à briser les défenses de la ville et ont capturé Harim. Les défenseurs zengides ont été autorisés à quitter la ville en sécurité, mais les habitants de la ville ont été soumis à des pillages et des exactions par les forces de Saladin.